# Percepção ambiental
Percepção ambiental é o modo como cada indivíduo sente o ambiente ao seu redor, valorizando-o em maior ou menor escala. Também pode ser entendida como uma tomada de consciência pelo homem, de forma que este, percebendo o ambiente em que está inserido, aprenda a protegê-lo e cuidá-lo da melhor forma possível.